# Гексацианоферрат(III) неодима(III)
Гексацианоферрат(III) неодима(III) — неорганическое соединение,
соль неодима и железосинеродистой кислоты
с формулой Nd[Fe(CN)6],
кристаллы,
слабо растворяется в воде,
образует кристаллогидраты.

## Получение
- Реакция нитрата неодима и гексацианоферрата(III) калия:

{\displaystyle {\mathsf {Nd(NO_{3})_{3}+3K_{3}[Fe(CN)_{6}]\ {\xrightarrow {}}\ Nd[Fe(CN)_{6}]\downarrow +3KNO_{3}}}}

## Физические свойства
Гексацианоферрат(III) неодима(III) образует кристаллы.
Слабо растворяется в воде.
Образует кристаллогидраты состава Nd[Fe(CN)6]•n H2O, где n = 4 и 5.
Кристаллогидрат состава Nd[Fe(CN)6]•4H2O образует кристаллы
ромбической сингонии,
пространственная группа C mcm,
параметры ячейки a = 0,7473952 нм, b = 1,2919104 нм, c = 1,3800549 нм
.